# 温斯特德市机场
温斯特德市机场（英語：Winsted Municipal Airport；FAA LID：10D）是位于美国明尼苏达州温斯特德的一座民用通用航空机场，服务于该市及周边地区。机场1964年启用，由温斯特德市政府运营。机场拥有一条草皮跑道、若干机库和一座到达/出发楼。历史上，温斯特德市机场曾举办过航展和温斯托克乡村音乐节。2018年，温斯特德市议会批准对跑道进行修复。

## 历史
温斯特德市机场于1964年8月2日举行落成典礼，全天活动包括美国众议员安切尔·尼尔森演讲、美国空军飞行表演，以及跳伞、撒药飞机、遥控飞机和直升机演示。1966年，美国联邦航空管理局（FAA）向市机场委员会拨款16,000美元，用于建造机场停机坪和滑行道，并开发机场用地。
该机场拥有一条草皮跑道。2000年前后，负责管理机场运营的温斯特德机场委员会考虑铺设跑道，因草皮跑道春季常潮湿泥泞，夏季表面不平，冬季除雪困难。温斯特德市计划承担不超过20%的跑道重铺费用。
2017年，温斯特德市议会投票通过了一项667万美元的重铺跑道计划，但不同意动用征用权收购跑道尽头土地进行扩建。由于缺乏协议，市议会决定耗资337万美元修复草皮跑道。美国运输部为该项目拨款144万美元，用于重新安置跑道下方的管道；其他联邦资金共支付项目费用的90%，州政府承担5%，市政府承担剩余5%。

## 设施和活动

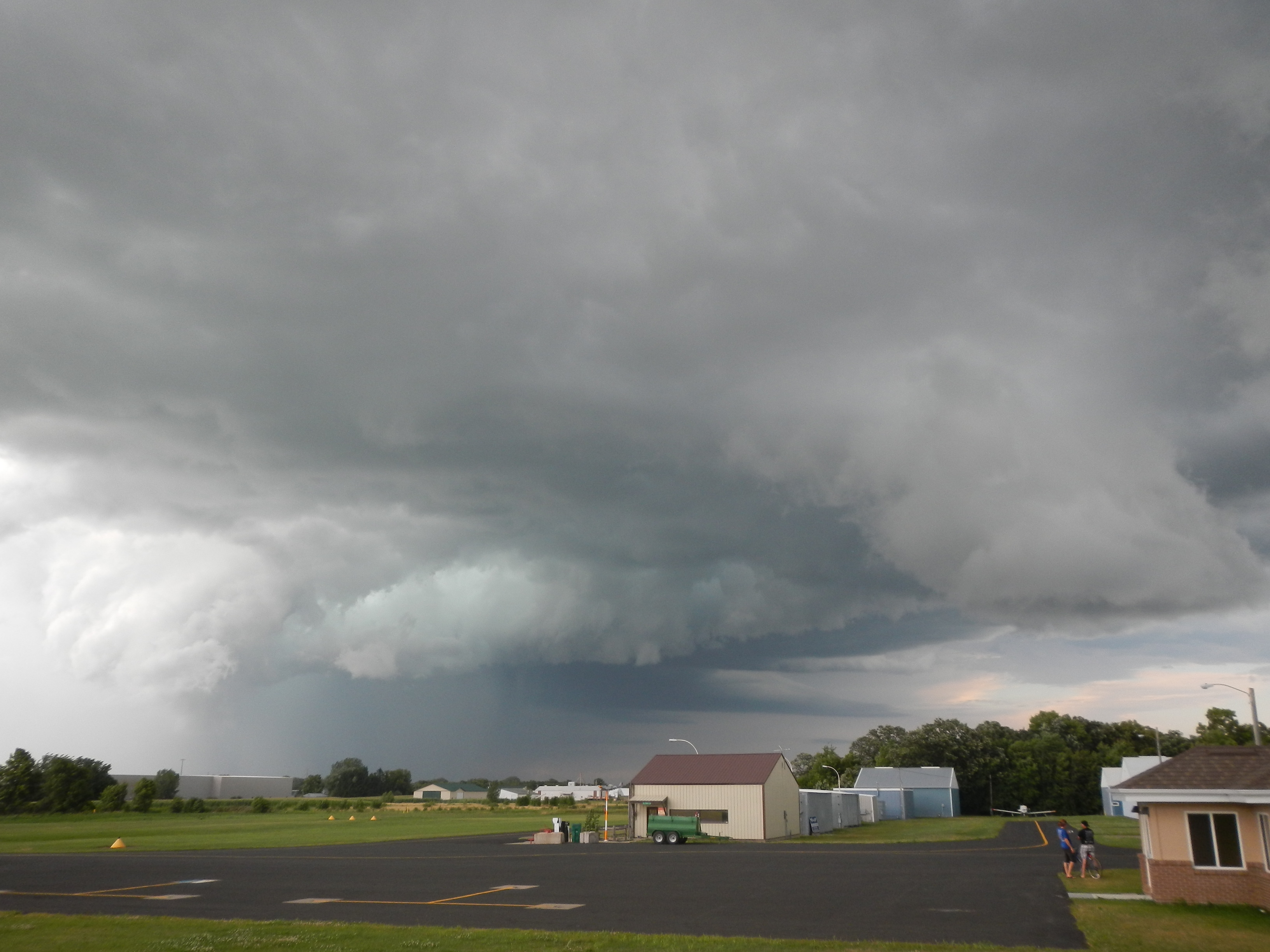
机场的跑道（左侧）、滑行道和到达/出发楼（右侧）

明尼苏达州航空部认为该机场主要用于休闲娱乐，主要因其跑道未铺砌。机场位于温斯特德，靠近麦克莱德县1号县道和5号县道交叉口。机场跑道为东西向（09/27），长3,248英尺（990） ，宽200英尺（61） ，海拔高度1,340英尺（408.4）。机场可容纳轻型双引擎飞机和小型飞机。截至2021年，共驻扎22架飞机，除一架超轻型飞机外，其余均为单引擎飞机。机场设有一座拥有7个停机位的T型机库、一座拥有66个停机位的常规机库、一座24小时开放的到达/出发楼以及一个拥有20个停车位的停车场。机场的FAA位置标识符为10D；未分配ICAO机场代码或IATA机场代码。在截至2021年1月28日的12个月内，机场共执行13,545架次通用航空业务。
历史上，温斯特德市立机场曾举办过航展。自1994年起，一年一度的温斯托克乡村音乐节开始在机场举办。2001年起，该音乐节场地移至机场附近土地上。温斯特德市机场设有一家跳伞公司。